# Telmatoscopus kalabakensis
Telmatoscopus kalabakensis és una espècie d'insecte dípter pertanyent a la família dels psicòdids.

## Descripció
- Mascle: cos de color marró; vèrtex i escap molt allargats; front amb una escassa franja de pèls; tòrax sense patagi; membranes alars lleugerament tenyides de color marró amb taques marrons a les bifurcacions i els extrems de la nervadura; vena subcostal llarga, la qual s'estén més enllà de la base de les venes radials 2 i 3; ales de 2,6 mm de llargària i 1,1 d'amplada.
- Femella: similar al mascle, però amb l'escap més curt (gairebé tres vegades la longitud del pedicel), la vena cubital més llarga i ales de 2,2 mm de llargada i 0,9 d'amplada.[3]

## Distribució geogràfica
Es troba a Àsia: Borneo.